# 양시선
양시선(楊市線)은 피현군 쪽으로 우회하는 경의선을 직선화시키기 위해 1964년까지 존재했던 노선이다.

## 연혁
- 1939년 10월 31일: 다사도철도주식회사(多獅島鐵道株式會社)에서 신의주역~양시역(룡천역) 구간과 현재의 다사도선 구간을 개통함.(다사도선 문서를 참조하시오.)[1]
- 1940년 10월 29일: 같은 회사에서 양시역~남시역(염주역) 구간을 개통함.[2]
- 1943년 4월 1일: 조선총독부 철도에서 본구간을 인수한 후 이 노선은 양시선으로서 영업개시됨.[3]
- 1943년 10월 16일: 남신의주역이 경의선과 공용으로 되어서 본선의 구간은 남시역(염주역)~남신의주역으로 단축됨.[4]
- 1944년 4월 30일: 수정역, 당령역 폐쇄.[5]
- 1964년: 서류상으로 백마선이 분리되고 양시선이 평의선에 편입되며 사라짐.

## 역목록
다음은 1943년 당시의 역목록이다.
| 역이름             | 현재의 역이름          | 영업거리 (km) | 접속노선                    | 소재지 (1943년 당시) | 소재지 (1943년 당시) |
| ------------------ | ---------------------- | ------------- | --------------------------- | -------------------- | -------------------- |
| 남시(南市)         | 염주(鹽州)             | 0.0           | 경의선(백마선)              | 평안북도             | 용천군               |
| 수정(壽亭)         |                        | 4.3           |                             | 평안북도             | 용천군               |
| 내중(內中)         |                        | 7.7           |                             | 평안북도             | 용천군               |
| 당령(堂嶺)         |                        | 10.5          |                             | 평안북도             | 용천군               |
| 용주(龍州)         | 룡주                   | 13.5          |                             | 평안북도             | 용천군               |
| 양시(楊市)         | 룡천(龍川)             | 18.6          | 다사도철도(다사도선)        | 평안북도             | 용천군               |
| 입암(立巖)         | 립암                   | 21.9          |                             | 평안북도             | 용천군               |
| 낙원(樂元)         | 락원                   | 25.7          |                             | 평안북도             | 신의주부             |
| 남신의주(南新義州) |                        | 28.7          |                             | 평안북도             | 신의주부             |
| 신의주(新義州)     | 신의주청년(新義州靑年) | 33.9          | 경의선 신의주강안선(강안선) | 평안북도             | 신의주부             |

## 같이 보기
- 경의선
- 평의선
- 백마선
- 다사도선